# Klaus Götte (Manager)
Klaus Götte (* 22. April 1932 in Diepholz; † 7. Mai 2009) war ein deutscher Bank- und Industriemanager. Von 1983 bis 1996 war er Vorstandsvorsitzender der Gutehoffnungshütte (GHH) und verantwortete deren Umbau zur heutigen MAN AG.

## Leben
Götte studierte Rechtswissenschaften in Göttingen und promovierte 1955 mit einer völkerrechtlichen Arbeit über die UNO. Nach beruflichen Stationen bei der Privatbank Trinkaus & Burkhardt und der Friedr. Krupp GmbH wurde er 1972 in den Vorstand der Allianz Versicherungs AG berufen. Nach zweijährigem Intermezzo in der Geschäftsleitung des Flick-Konzerns ließ sich Götte 1983 im Auftrag der Allianz in den Aufsichtsrat der M.A.N. AG entsenden. Diese war damals noch eine Tochter der Oberhausener Gutehoffnungshütte und Anfang der 1980er Jahre in eine schwere Krise geraten, die auch den Mutterkonzern schwer belastete. Ein von der GHH-Spitze unter Manfred Lennings vorgelegtes Sanierungskonzept stieß jedoch auf massiven Widerstand bei den Hauptanteilseignern, darunter Allianz und Commerzbank. Diese zwangen Lennings zum Rücktritt und bestimmten Götte zu seinem Nachfolger im GHH-Vorstand.
Götte baute in der Folgezeit den Konzern radikal um und verkaufte zahlreiche Beteiligungen, die er nicht zum Kerngeschäft zählte, darunter MTU, kabelmetal sowie die Sparten Kraftwerke (an Alstom), Aufzüge (Thyssen) und Schienenfahrzeuge (AEG). 1985 betrieb er die Verschmelzung von GHH und M.A.N. zu einer einheitlichen Holdinggesellschaft, die seither den Namen MAN AG trägt; im Jahr darauf wurde der Konzernsitz von Oberhausen nach München verlagert.
1996 schied Götte aus dem Vorstand aus und wechselte an die Spitze des MAN-Aufsichtsrats (bis 2002). Weitere Mandate bekleidete er u. a. bei der HypoVereinsbank.

## Auszeichnungen
- Großes Bundesverdienstkreuz
- Bayerischer Verdienstorden
- Ehrendoktor (Dr. rer. pol. h. c.) der Universität Passau